# Аральский лосось
Аральский лосось, или аральская кумжа (лат. Salmo trutta aralensis) — рыба семейства лососевых, отряд лососеобразных, самая восточная форма проходной кумжи. Аральский лосось водился в Аральском море и в реке Амударья, в Сырдарье не встречался. Тело вальковатое, окраска серебристая, переходящая в тёмно-серую, Чешуя мелкая, плотносидящая. Длина до 1 метра, вес до 14 килограммов. Проходная рыба; для размножения шла в Амударью. Размножение осенне-зимнее, при температуре воды 3—13 °C. Ценная промысловая рыба. Подвид всегда был редок, занесён в Красную книгу Казахстана; в конце XX века, по-видимому, исчез.
Подвид близок к каспийской кумже, а также к амударьинской форели, отличия от последней включали меньшее число позвонков и более крупную голову.
Нерест проходил в ноябре в реке Амударья, некоторые особи проделывали путь туда и обратно по четыре раза. Причиной вымирания послужили отбор воды для мелиорации из Амударьи и Сырдарьи и, как следствие, усыхание и осолонение Аральского моря.